# Jorge Manrique Hurtado
Jorge Manrique Hurtado (* 19. April 1911 in La Paz, Bolivien; † 15. Juli 1995) war Erzbischof von La Paz.

## Leben
Jorge Manrique Hurtado empfing am 23. September 1939 das Sakrament der Priesterweihe.
Am 23. Februar 1952 ernannte ihn Papst Pius XII. zum Titularbischof von Hadrumetum und zum Weihbischof in La Paz. Der Apostolische Nuntius in Bolivien, Erzbischof Sergio Pignedoli, spendete ihm am 4. Mai desselben Jahres die Bischofsweihe; Mitkonsekratoren waren der Bischof von Oruro, Berthold Bühl OFM, und der Erzbischof von La Paz, Abel Isidoro Antezana y Rojas CMF.
Papst Pius XII. ernannte ihn am 28. Juli 1956 zum Bischof von Oruro. Am 27. Juli 1967 bestellte ihn Papst Paul VI. zum Erzbischof von La Paz. Papst Johannes Paul II. nahm am 24. Februar 1987 das von Jorge Manrique Hurtado aus Altersgründen vorgebrachte Rücktrittsgesuch an.
Jorge Manrique Hurtado nahm an allen vier Sitzungsperioden des Zweiten Vatikanischen Konzils teil.